# Christopher Kakooza
Christopher Kakooza (ur. 15 listopada 1952 w Lusaze) – ugandyjski duchowny rzymskokatolicki, od 2014 biskup Lugazi.